# Wydad Fès
Wydad Athletic Club de Fès – marokański klub piłkarski mający siedzibę w Fès. W sezonie 2020/2021 gra w GNF 2.

## Opis
Klub został założony w 1948 roku. Najlepszym osiągnięciem w GNF 1 było 11. miejsce. W pucharze Maroka najdalej dotarli do finału w 2018 roku.  Według stanu na 16 marca 2021 klubem zarządza Abderrazak Sebti, trenerem zaś jest Abderrazak Khaïri. Drużyna gra na Complexe sportif de Fès.